# Йоган Греттумсбротен
Йоган Греттумсбротен (норв. Johan Grøttumsbråten; 24 лютого 1899, Християнія — 21 січня 1983, Осло) — норвезький двоборець та лижник, дворазовий олімпійський чемпіон і дворазовий чемпіон світу у двоборстві, олімпійський чемпіон і чемпіон світу в лижних перегонах.

## Кар'єра
На Олімпійських іграх 1924 року в Шамоні виступав на лижних перегонах та двоборстві. У двоборстві завоював бронзову медаль, поступившись на 0,365 бала срібному призеру, своєму партнеру по команді, Торальфу Стремстаду і на 0,194 бала обійшовши іншого свого співвітчизника Гаральда Екерна. У лижних перегонах виступав в обох дисциплінах програми, перегонах на 18 км і 50 км. В гонці на 18 км завоював срібну медаль, на 1 хвилину 20 секунд поступившись переможцю, теж норвежцю Торлейфу Геугу і виграв 35 секунд у ставшого третім фіна Тапані Ніку. У гонці на 50 км завоював бронзову медаль, на 37 секунд поступившись срібному призеру, своєму співвітчизникові, Торальфу Стремстаду і випередивши більше ніж на дві хвилини іншого норвежця Йона Мордалена.
На Олімпійських іграх 1928 року в Санкт-Моріці Греттумсбротен знову виступав і в лижних перегонах і у двоборстві. У двоборстві завоював золоту медаль, більш ніж на 2,5 бала обійшовши свого співвітчизника Ганса Виньяренгена. У лижних перегонах брав участь лише в гонці на 18 км в якій так само завоював золото, рівно на 2 хвилини випередивши  іншого норвежця Оле Хегге.
На Олімпійських іграх 1932 року в Лейк-Плесіді, як і на попередніх Олімпіадах Греттумсбротен виступав і в лижних перегонах і у двоборстві. У двоборстві, як і чотири роки тому став олімпійським чемпіоном, більш ніж на 10 балів обійшовши свого співвітчизника Оле Стенена. У лижних гонках знову брав участь лише в гонці на 18 км, але на цей раз став лише 6-м.
На чемпіонатах світу завоював дві золоті медалі у двоборстві, на чемпіонатах 1926 і 1931 років. Так само на чемпіонату світу 1931 року, завоював золото в лижних перегонах на 18 км.
З 1920 по 1932 роки Греттумсбротен 10 разів перемагав на Голменколленському лижному фестивалі, найбільшому лижному змаганні того часу. У 1924 році він отримав Медаль Голменколлена разом з Гаральдом Екерном.
Під час Другої світової війни працював у норвезькій підпільній розвідці, також відомій як XU, доки він не був вимушений бігти до Швеції. У вигнанні Греттумсбротен продовжив працювати на розвідку.

## Пам'ять
У 1999 році скульптором Нільсом Осом був споруджений пам'ятник Греттумсбротену у Фрогнерсетерені.